# Wendell Brown
Wendell Brown (Appalachi, 1961) è un inventore, programmatore, informatico e filantropo statunitense.
È conosciuto per le sue innovazioni nelle Telecomunicazioni e Tecnologie Internet, Cyber Sicurezza, sviluppo di App per smartphone, e per il network Internet of Things.
Brown ha fondato molte note compagnie di tecnologia tra cui Teleo, LiveOps, eVoice ed Averon.

## Imprenditore
Brown è considerato un pioniere della gig economy e dell’industria della forza lavoro virtuale del lavoro da casa, avendo co-fondato LiveOps come Presidente e Direttore del Dipartimento Tecnologico nel 2002. LiveOps progetta soluzioni call center e di management di social media per aziende come Coca-Cola, Pizza Hut, ed eBay. Dal Luglio 2016, LiveOps ha impiegato la più grande forza lavoro da casa al mondo, vantando più di 20 000 agenti, e la sua piattaforma cloud ha processato più di un miliardo di minuti di interazioni del servizio clienti.
Nel 2015, Brown fondò la compagnia di cyber sicurezza Averon, che sviluppa soluzioni d’identità senza attriti basate sulle tecnologie mobili. Averon introdusse il proprio concetto di cyber sicurezza sul palco principale della conferenza globale di TED a Vancouver, Canada nel marzo 2016. Telefónica ha annunciato una collaborazione tecnologica con Averon.
Nel 2011, Brown co-fondò Nularis, uno sviluppatore di tecnologia per luci LED ad alta efficienza che fornisce franchising globali tra cui Hyatt Hotels Corporation, Four Seasons Hotels e The Cofee Bean & Tea Leaf.
Nel 2006, Brown co-fondò Teleo, uno dei primi concorrenti di Skype, dove creò le applicazioni VoIP permettendo agli utenti di effettuare e ricevere telefonate tramite Internet. Teleo fu acquistata da Microsoft e divenne parte del gruppo MSN Microsoft nel 2006.
Come co-fondatore e Presidente di eVoice, Brown nel 2000 creò eVoice, una piattaforma di segreteria vocale, il primo sistema di segreteria vocale su larga scala basato su internet al mondo. Egli inventò tecniche come messaggio vocale-ad-email, messaggio vocale visivo, e l’identificativo di chiamata migliorato, innovazioni considerate come le prime “apps”, e che sono state in seguito impiegate da Google Voice ed Apple. eVoice ha fornito soluzioni di segreterie vocali a AT&T, MCI, AOL ed a compagnie telefoniche regionali. eVoice fu successivamente acquistata da AOL Time-Warner nel 2001 e divenne parte del gruppo servizi vocali AOL.
Brown è stato riconosciuto come uno dei Top 100 dirigenti dell’industria informatica in America dalla rivista di tecnologia MicroTimes nel 2002.
In qualità di angel investor, Brown ha aiutato a raccogliere fondi per note compagnie startup come Appeo, ADISN, MOEO, e IronPort, che fu acquisita da Cisco Systems nel 2007 per 830 milioni di dollari.

## Programmatore

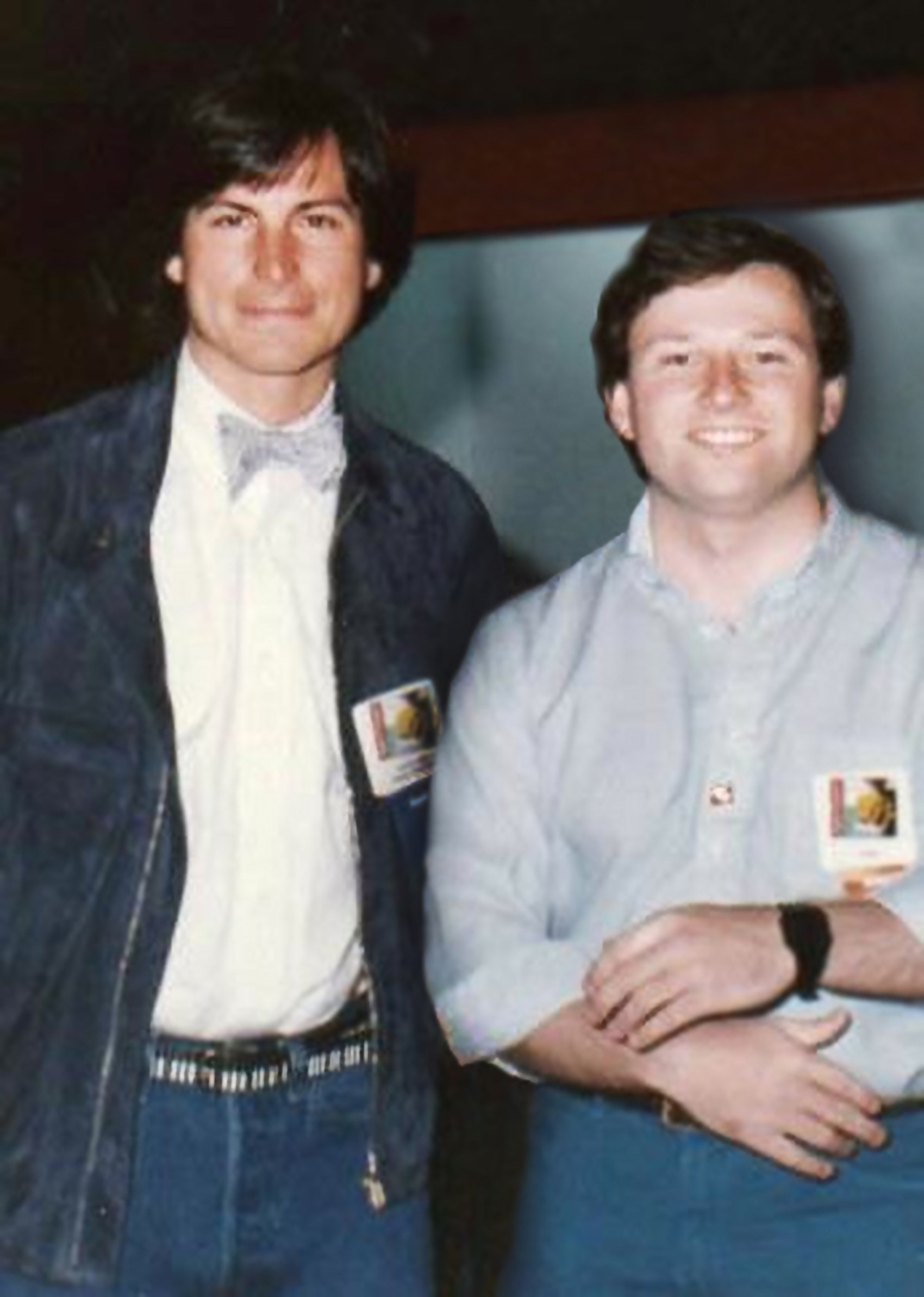
Steve Jobs con Brown durante il lancio del software Hippo-C per Macintosh, sviluppato da Brown, nel 1984

Come uno dei primi creatori di software per la cyber sicurezza, nel 1996 Brown fondò WalkSoftly, che rilasciò il primo software di programmi di cyber sicurezza per il mercato di massa per PCs. Nel 1997, Brown sviluppò l’innovativo pacchetto di sicurezza internet di WalkSoftly chiamato Guard Dog, il quale è stato riconosciuto dalla Software Publisher’s Association come uno dei top 4 prodotti di sicurezza degli anni 90, e nominato da PC Data, uno dei migliori 10 software più venduti di tutti i tempi, WalkSoftly fu acquistato da CyberMedia Inc. nel 1997.
Negli anni 80 Brown fondò Hippopotamus Software, un precursore di sviluppo software per Apple Macintosh. L’editore Hippo-C di Brown, fu un software leader nello sviluppo per i sistemi di computer per Mac ed Atari ST.
Brown è conosciuto tra i fan dei videogame classici, per il design e la programmazione di molti giochi tra i più venduti per Imagic, tra cui Star Wars per ColecoVision,  La Bella e la Bestia, Nova Blast, e Moonsweeper per Intellivision di Mattel.
A metà degli anni 80, Brown sviluppò il sistema ADAP SoundRack, un sistema pionieristico di registrazione audio direttamente su hard disk che rimpiazzò il tradizionale metodo di editing sonoro tramite musicassetta. ADAP fu usato per creare e modificare tracce audio di film di Hollywood e show televisivi, tra cui Nato il 4 Luglio, Tesoro mi si sono Ristretti i Ragazzi, Die Hard- un Giorno per Morire, I Robinson, Falcon Crest, e l’episodio pilota di Beverly Hills 90210. ADAP è stato anche usato per registrare diversi artisti tra cui Peter Gabriel, Fleetwood Mac, The Pointer Sisters, Mötley Crüe, David Bowie, e Natalie Cole. Utilizzando la sua tecnologia ADAP, Brown divenne consulente per progetti audio per Walt Disney e Toshiba ed in seguito lavorò come esperto di crittografia nelle telecomunicazioni con National Semiconductor per aiutare a ricostruire implementazioni hardware di algoritmi DS3.

## Inventore
Nel gennaio del 2012, il Forum Economico Mondiale in Davos, riconobbe le invenzioni di Brown sull’energia efficiente, candidandolo per il Premio Tecnologia Pionieristica (Technology Pioneer Award). Le innovazioni di Brown nelle apps per smartphones vinsero il Premio CTIA Per Tecnologia Emergente per Smartphone (CTIA Smartphone Emerging Technology Award) nel maggio 2012. Le tecnologie di telecomunicazione di Brown sono state usate per connettere più di un miliardo di minuti di telefonate e sono usate in milioni di segreterie vocali.
Brown creò dozzine di invenzioni patentate negli Stati Uniti ed a livello internazionale nel campo della cyber sicurezza, telecomunicazioni, apps per cellulari, forza lavoro virtuale, veicoli elettrici, luci LED, macchine fotografiche 3D, energia rinnovabile, e distribuzione di musica online.
Nel 2008, Brown inventò WebDiet, un metodo che permette di usare i cellulari per tenere conto del cibo ingerito e migliorare la propria salute. L’app WebDiet è stata riconosciuta come la prima app conta calorie.

## Biografia ed educazione
Brown crebbe nella città di Oneonta, New York e si diplomò alla scuola superiore di Oneonta. Mentre frequentava la scuola superiore, Brown iniziò a programmare ed a vendere sistemi di computer personali, e pubblicò il suo primo articolo di informatica nella rivista Byte. Nel 2013, fu onorato con una targa sul Muro di Distinzione della Oneonta High School per gli straordinari risultati ottenuti nel campo del lavoro e della tecnologia.
Brown si diplomò alla Cornell University nel 1982, ottenendo un diploma Scientifico in Ingegneria Elettrica e Scienze informatiche. Durante il periodo a Cornell, Brown fu premiato al concorso Hughes Aircraft per Laureandi in Scienze.

## Filantropia
Il coinvolgimento filantropico di Brown include il sovvenzionamento di una borsa di studio nominale alla Soka University of America (a Aliso Viejo, California), supporto al laboratorio di sicurezza aeronautica ed alla biblioteca dell’Embry-Riddle Aeronautical University,  e la privata sponsorizzazione di studenti economicamente svantaggiati in Sud America.
Brown è da molto tempo un socio contribuente per la Campagna dei Diritti Umani (Human Rights Campaign) per l’avanzamento dei diritti civili di LGBT, e di organizzazioni globali Ebraiche.

## Vita privata

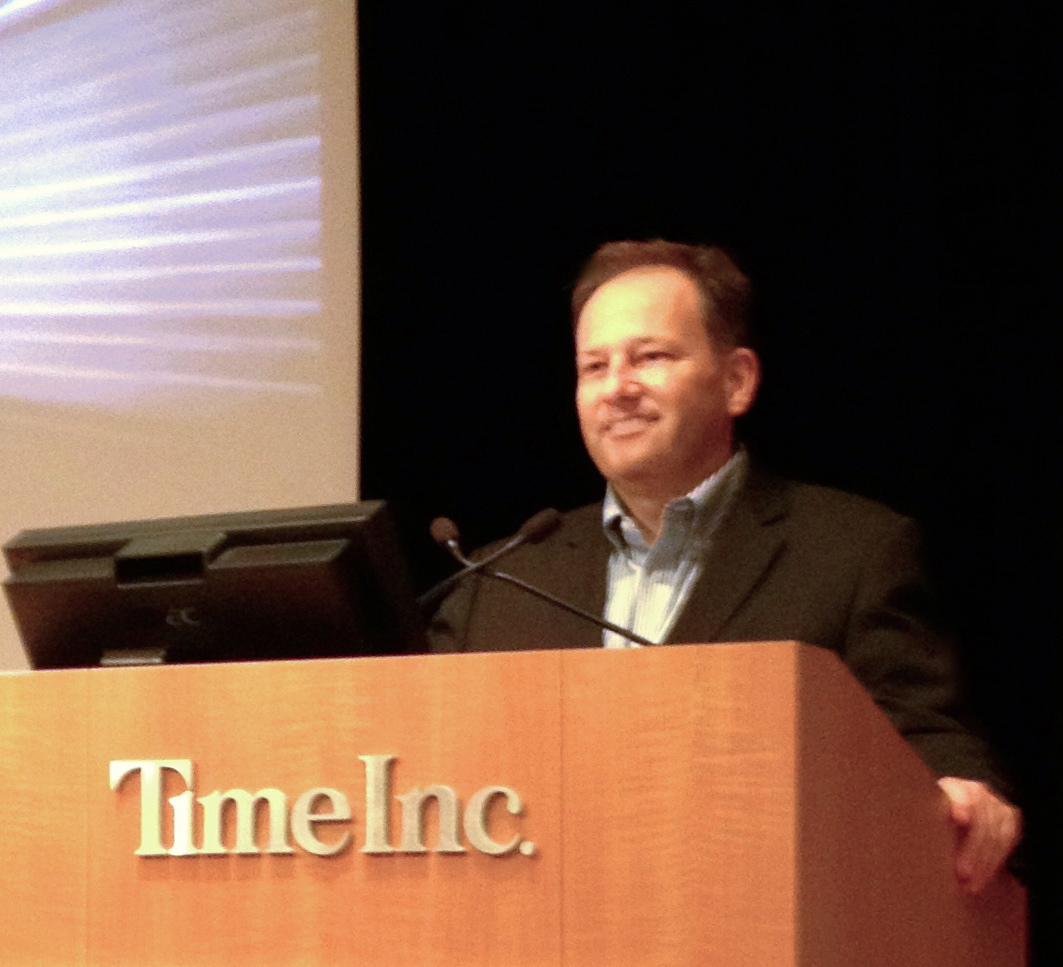
Brown parla al TIME a New York, 2012

Brown ha partecipato come relatore, giudice di tecnologia e consulente in varie comunità tra cui la Conferenza d’Israele (Israel Conference), Il Forum Economico Mondiale (World Economic Forum), TED (conferenze), gli Hackathons di Google e MIT, le conferenze Design di Vita Digitale (Digital Life Design) di Monaco di Baviera e la DLD a Tel Aviv, il Web Summit di Dublino, TechCrunch, CTIA l’Associazione Wireless, AlwaysOn (Networking the Global Silicon Valley), El Finaciero (Bloomberg), e la Mita Institute Tech Talks.
Brown è un membro della commissione consultiva del premio Progressive X per innovazioni nel campo automobilistico che includono nuove tecnologie di carburante e lo sviluppo di macchine elettriche, egli è inoltre un consulente per il MITA Institute Venture Fund, e anche consulente per Gener8, una compagnia di film 3D le cui produzioni includono, The Amazing Spider-Man, ed Harry Potter e i Doni della Morte - Parte 2.
Brown ha una licenza da pilota privato e lavora attivamente per lo sviluppo di nuovi design di aerei, razzi e veicoli elettrici.